# تشارلز بوغويلان
"
تشارلز بوغويلان (بالفرنسية: Charles Peguilhan)‏ (18 سبتمبر 1906 – 14 ديسمبر 1926) هو ملاكم فرنسي راحل، مثّل بلاده في الألعاب الأولمبية الصيفية 1924.

## روابط خارجية
تشارلز بوغويلان على موقع بوكس ريك (الإنجليزية) (registration required)
- تشارلز بوغويلان على موقع أوليمبيديا (الإنجليزية)